# Панкеєв Володимир Володимирович
Володи́мир Володи́мирович Панке́єв (2 березня 1966, Нововолинськ, Волинська область — 11 жовтня 2007, Київ) — український журналіст, видавець, громадський діяч. Член-засновник Студентського Братства Львівського державного університету (вересень 1988), згодом — Студентське Братство Львівщини.
1990 року закінчив факультет журналістики Львівського національного університету імені Івана Франка.

## Біографія
1989 — співпрацював із газетами Студентського Братства «Братство» та Товариства Лева Поступ.
1989—1991, ініціатор та співредактор (разом із Володимиром Павлівим та Олесем Пограничним, а згодом і Мартою Коваль) самвидавного часопису Студентського Братства «Віко».
1989—1990 — Голова видавничої секції Студентського Братства Львова.
1990 — офіційно зареєстрував і був редактором газети Товариства Лева «Поступ» (вийшло 6 номерів).
У 1991—1995 — заступник головного редактора газети Post-Поступ, а у 1995—1996 — головний редактор того видання.
У 1996—1997 — керівник львівського бюро газети «День».
1997—2001 — заступник головного редактора всеукраїнської газети «День».
2001—2003 — в.о. головного редактора видання «Наша газета+»
Від 2005 року — головний редактор журналу «ЧасUA»
Помер у Києві, після тривалої хвороби, 11 жовтня 2007 року. Похований у Києві, на Байковому кладовищі, Колумбарій № 10

## Родина
- Дружина — Еріка;
- Син — Олексій.